# Aquiraz
Aquiraz là một đô thị thuộc bang Ceará, Brasil. Đô thị này có diện tích 480,976 km², dân số năm 2007 là 60013 người, mật độ 124,77 người/km².